# 凯斯纽荷兰环球
凯斯纽环球（CNH Global）是一家在农业机械和建筑机械行业运营的全球性公司。CNH业务范围包括综合工程、制造、在五大洲进行营销和设备分销。CNH业务集中在三个业务部门：农业机械、建筑机械和金融服务。截至2012年12月31日，CNH在遍及世界的37家工厂生产其产品，并通过约11,500家经销商和分销商在近170个国家进行销售。
CNH Global N.V.  注册于荷兰，并受荷兰法律管辖。由New Holland N.V. 和Case公司合并，本公司于1999年11月12日设立。
2013年9月23日,CNH Global与菲亚特工业股份公司合并为凯斯纽荷兰工业（CNH Industrial N.V.）。

## 品牌
CNH产品通过两个品牌家族：Case（凯斯）和New Holland（纽荷兰）进行全球销售。Case IH（以及欧洲的Steyr斯太尔）和New Holland（纽荷兰）组成了农业机械品牌家族。Case（凯斯）和New Holland Construction（纽荷兰工程）组成了建筑机械品牌家族。

### 农业机械品牌

#### Case IH
凯斯（Case IH）在农业行业拥有160多年的传统和经验；其范围包括农用拖拉机、打捆机、咖啡收获机、联合收割机、采棉机、播种机、甘蔗收获机和耕作机具。

#### New Holland
New Holland Agriculture（纽荷兰 ）提供了全套设备产品线，包括农用拖拉机、打捆机、联合收割机、青贮收获机、葡萄收获机、牧草机械、物料搬运设备器、播种机、喷药机、耕作机具和土壤耕整机械。

#### Steyr
Steyr（斯太尔）是奥地利的一家拥有60多年历史的农业机械品牌，专业从事农用、林业和市政领域应用拖拉机业务。

### 建筑机械品牌

#### Case
Case Construction Equipment（凯斯建筑机械）提供了全套系列的工程设备，包括反铲装载机、铰接式卡车、履带型车辆和挖掘机(包括紧凑型)、伸缩臂叉车、铲运机、轮式装载机（包括紧凑型）、振动成型压路机、履带式推土机、滑移转向装载机、紧凑卡车装载机、拖拉机装载机和越野叉车。

#### New Holland Construction
New Holland Construction （纽荷兰工程）是一家全球性、全套工程设备品牌。包括履带型车辆和轮式挖掘机、轮式装载机、反铲装载机、滑移转向装载机、推土机、伸缩臂叉车、小型轮装载机、紧凑型拖拉机装载机、小型和中长型挖掘机和铲运机。

## 金融服务
CNH以品牌CNH Capital的形式提供金融服务。CNH Capital向北美、澳大利亚、巴西和西欧的经销商和客户提供金融产品和服务。主要产品是提供采购或者租赁新旧CNH设备的小额融资和向其经销商的大规模融资。大规模融资主要包括特定产品融资，可以使经销商采购并保持典型产品的库存。 通过全资子公司在北美、巴西、澳大利亚和欧洲及通过与BNP Paribas Lease Group（BNP法国巴黎银行租赁集团）的合资公司在西欧开展小额融资业务。

## 备件和服务
CNH品牌为经销商和用户提供售后备件、服务和客户支持。面向现有产品线的产品和上至20年之久的历史产品提供备件支持。通过遍布五大洲的备件仓库配送备件。